# Flemming Andersen
Flemming Andersen (né le 2 juin 1968 à Copenhague) est un scénariste et dessinateur de bandes dessinées danois.

## Biographie
Enfant, Flemming Andersen aimait beaucoup les bandes dessinées scandinave et franco-belge,. En grandissant, il était clair pour lui qu'il voulait devenir un artiste professionnel. Après avoir terminé l'école et le service militaire, il a cherché un emploi d'illustrateur, de préférence dans des agences de publicité et des journaux. Andersen a ensuite appris que le groupe de médias Egmont, éditeur danois de bandes dessinées Disney, recherchait des artistes,. Après leur avoir adressé ses illustrations, il est embauché par Egmont en 1991. Au début, Andersen écrivait des histoires Disney, puis en 1992, il a commencé à dessiner lui-même,.
Andersen a développé un style coloré et dynamique. Ses sources d'inspiration sont des dessinateurs tels que Carl Barks, Giorgio Cavazzano, Massimo De Vita et Daniel Branca,. La plupart de ses histoires incluent Donald et d'autres personnages de l'univers des canards de Disney, y compris Riri, Fifi et Loulou et Picsou. Mickey Mouse fait toutefois une petite apparition dans une bande dessinée de 1994. Les travaux d'Andersen sont souvent publiés dans divers magazines de BD Disney européens, en particulier dans les pays scandinaves et l'Allemagne.
Depuis 1999, Flemming Andersen illustre également des livres pour enfants.